# Oldsmobile 88
Oldsmobile 88 (рус. Олдсмобиль Эйти Эйт) — модельная серия американских полноразмерных легковых автомобилей, выпускавшаяся с 1949 по 1999 год подразделением Oldsmobile компании General Motors.
В модельном ряду подразделения она занимала положение массово производящейся полноразмерной модели начального уровня, стоящей на ступеньку ниже «люксовой» серии Oldsmobile 98.
Второе поколение Oldsmobile 88 (1954-1956 гг.) претерпело серьёзный рестайлинг, а мощность того же двигателя V8 выросла со 170 до 185 л. с.
В различные годы под этим названием выпускались принципиально различные с технической точки зрения автомобили, в частности, неоднократно менялись используемые серией платформы: так, с 1959 по 1976 год она использовала платформу B-body, в 1977-85 годах — вариант той же B-body с укороченной колёсной базой, а с 1986 года — переднеприводную H-body.
В своё время в рамках серии «88» существовало большое количество отдельных моделей: Delta, Dynamic, Jetstar, Starfire, Super, Holiday, L/S, LSS, Celebrity и Royale; в итоге обозначение автомобиля выглядело, например, как Oldsmobile Delta 88.
Автомобили Oldsmobile 88 производились заводами в городах Уэнтзвилль, штат Миссури; Флинт и Лейк Орион, штат Мичиган.

## Фотогалерея

Модели серии «88»
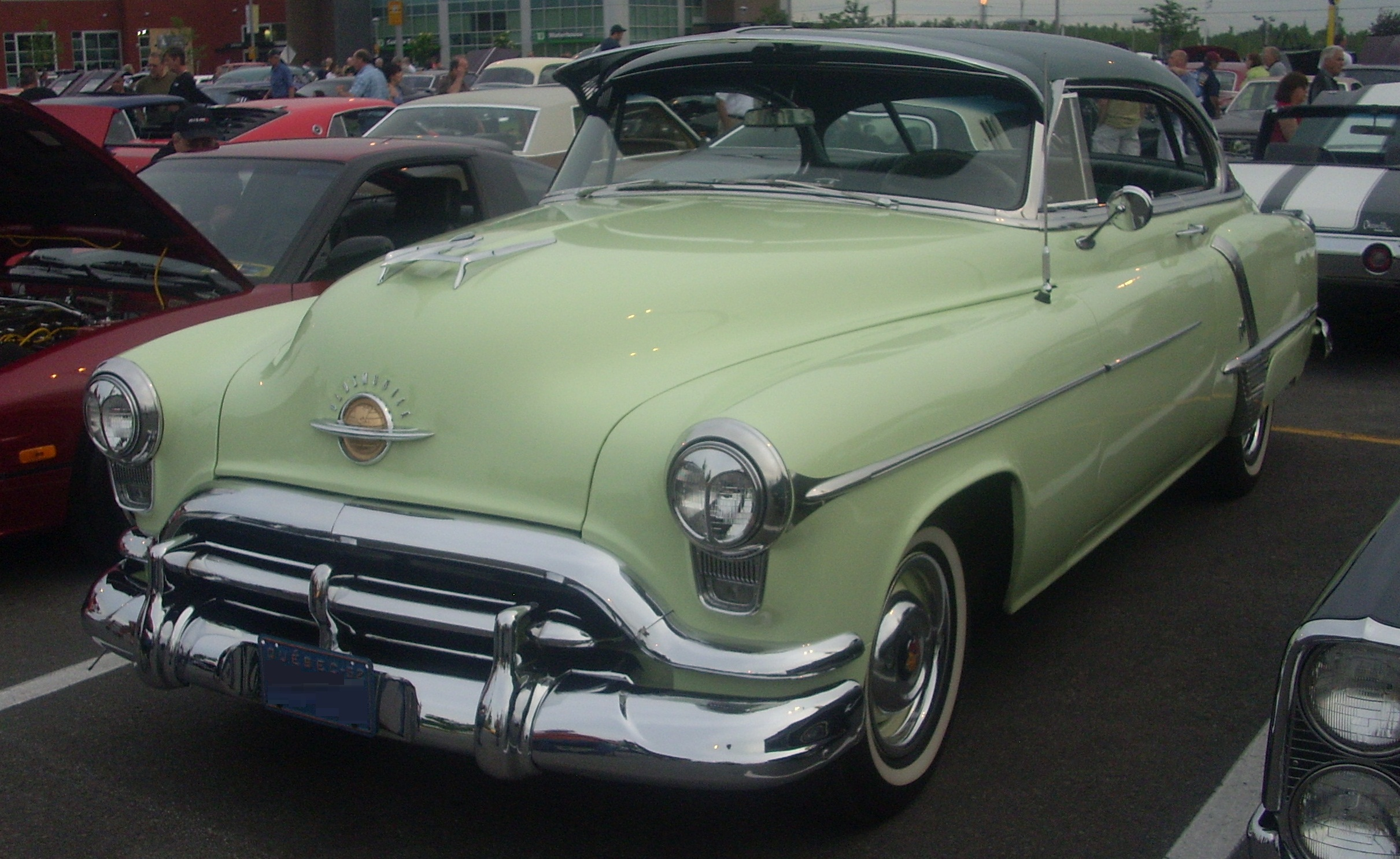
1952 года
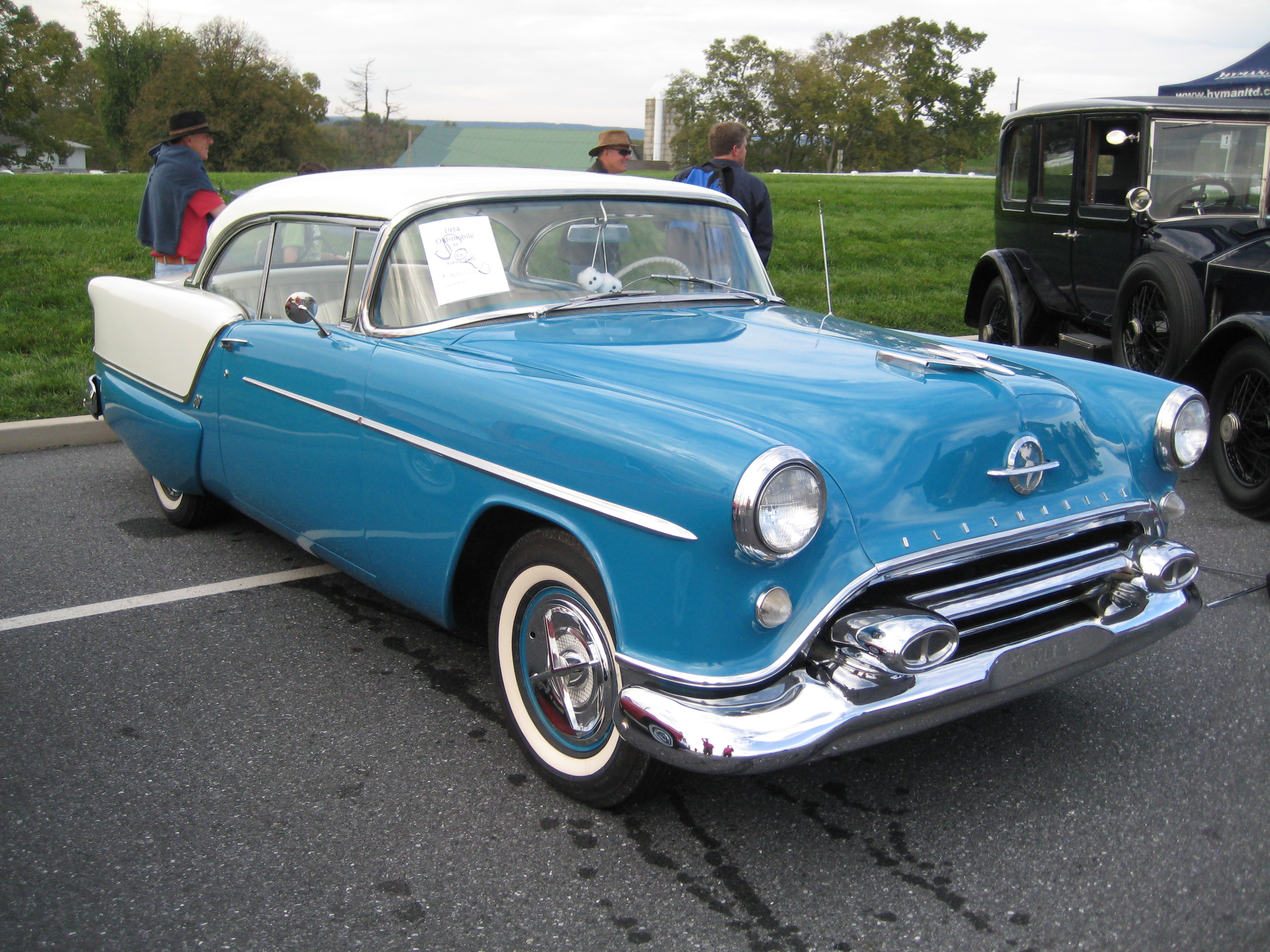
1954 года
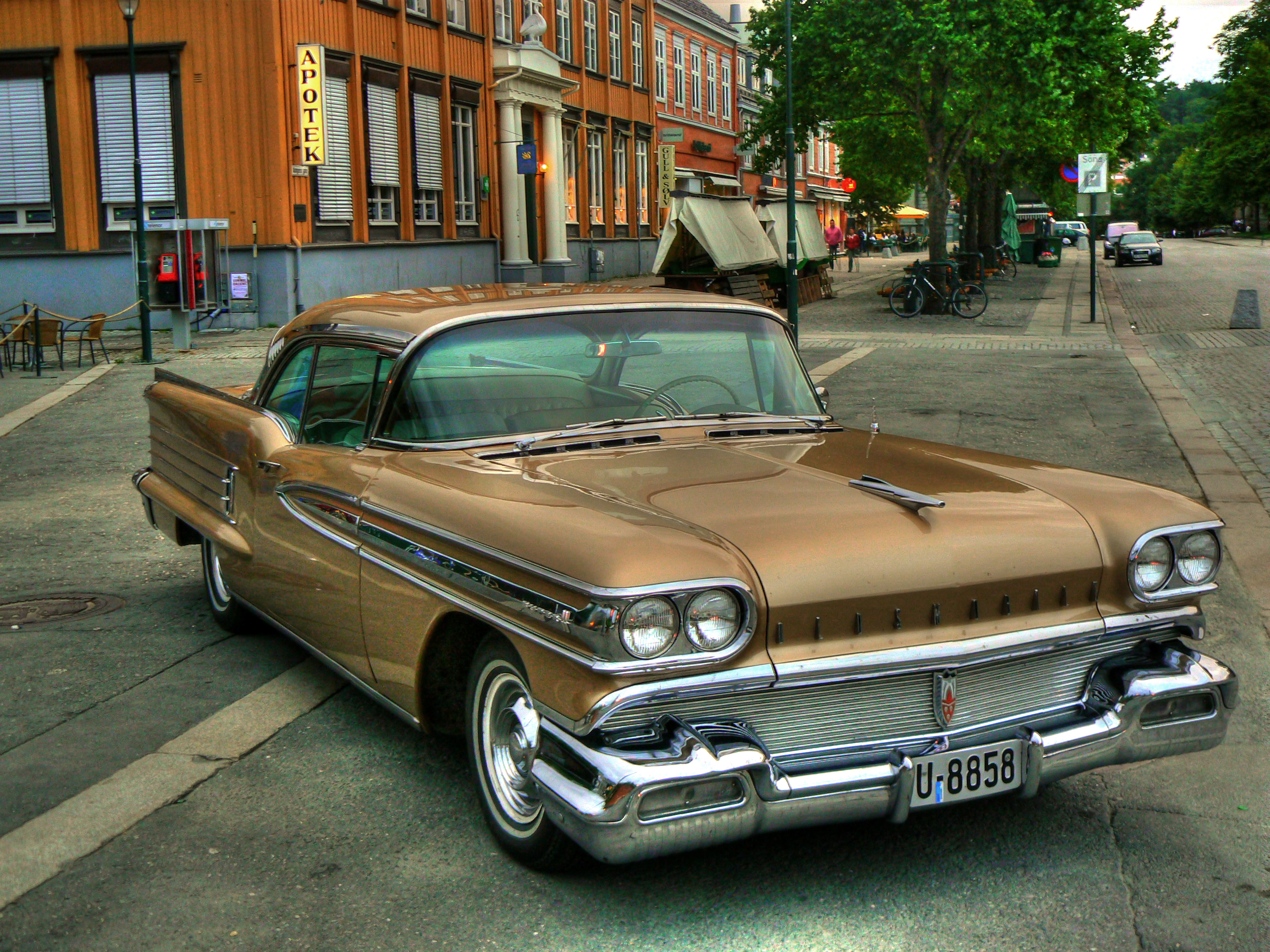
1958 года
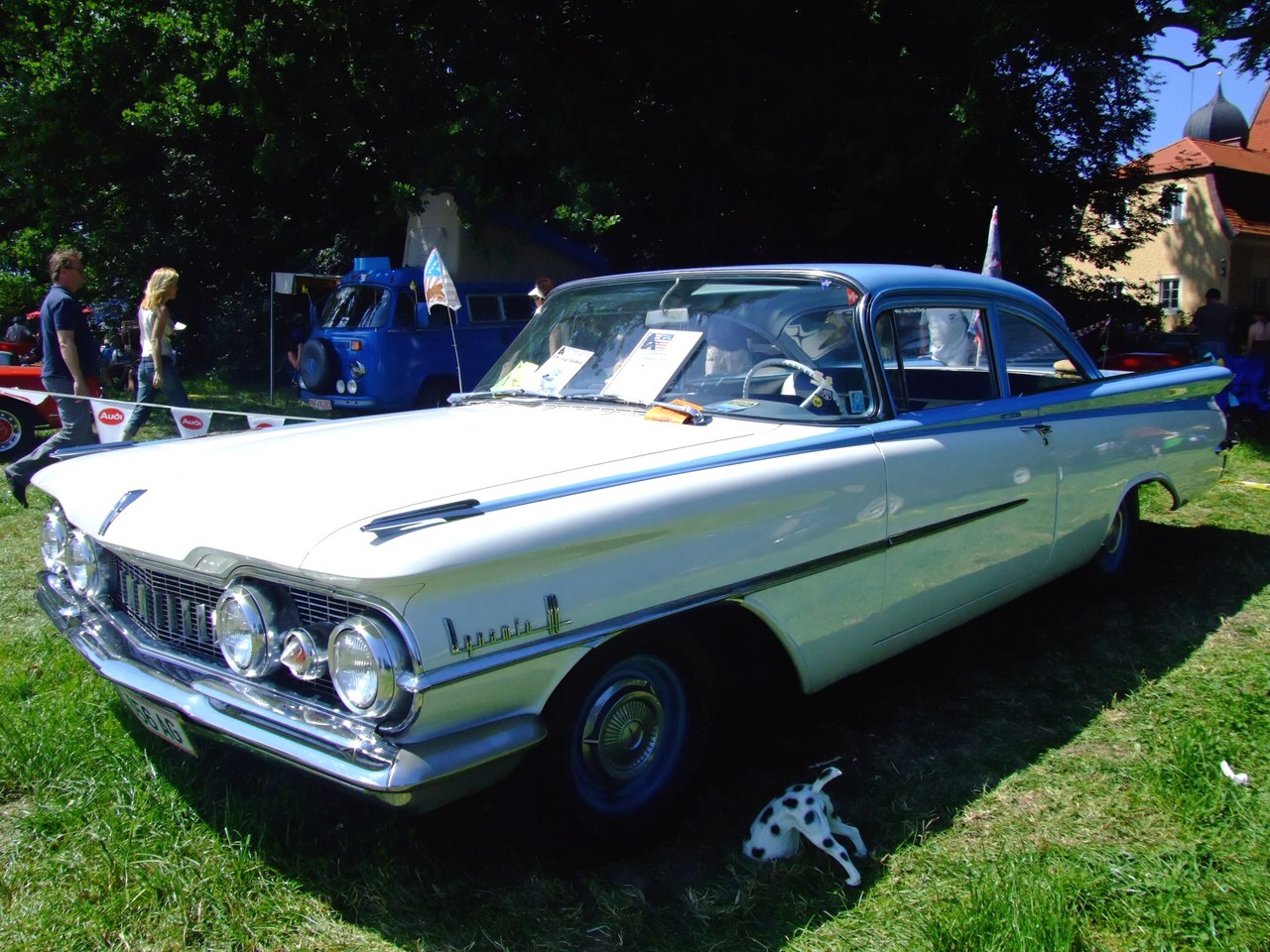
1959 года
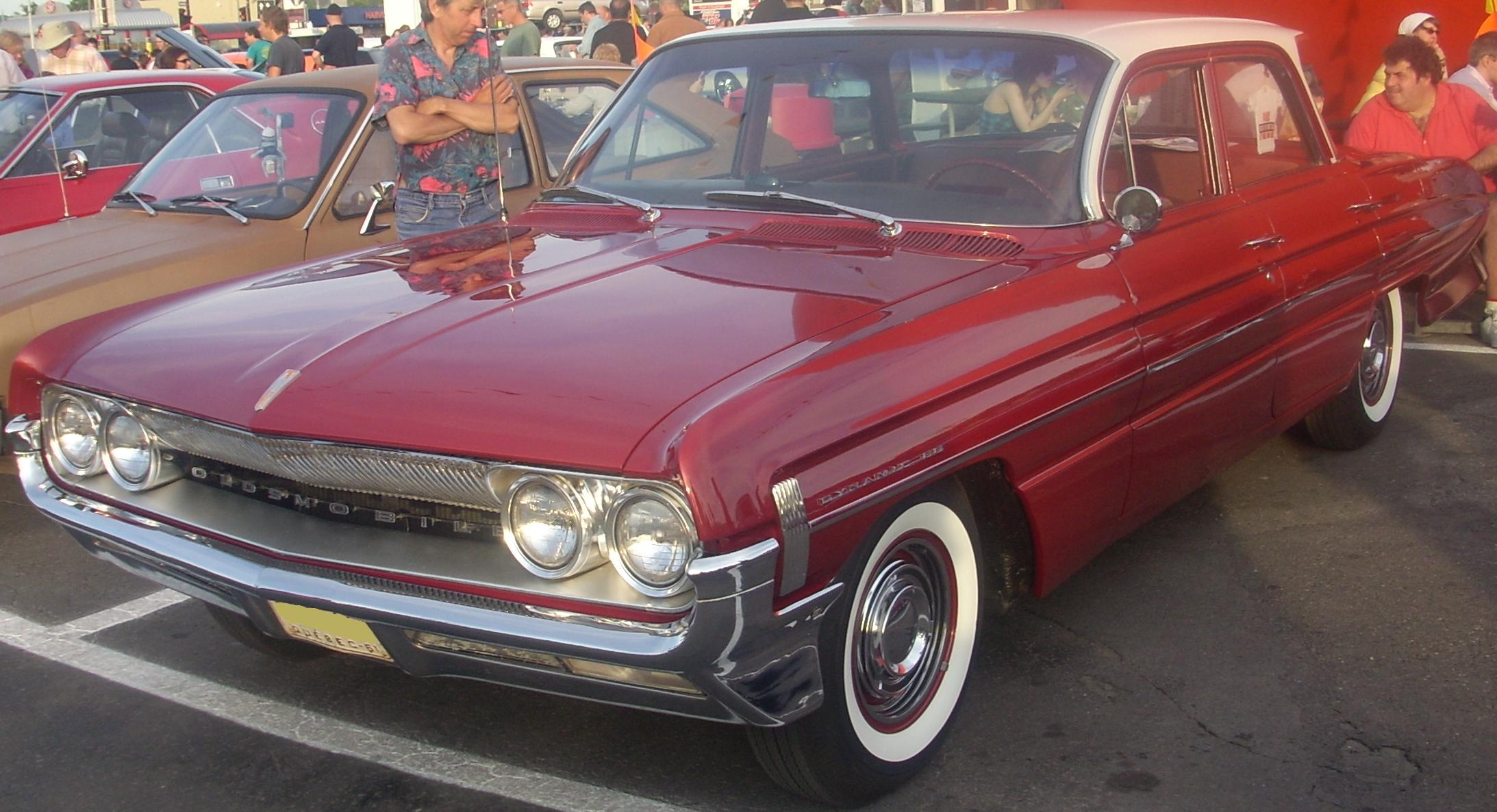
1961 года
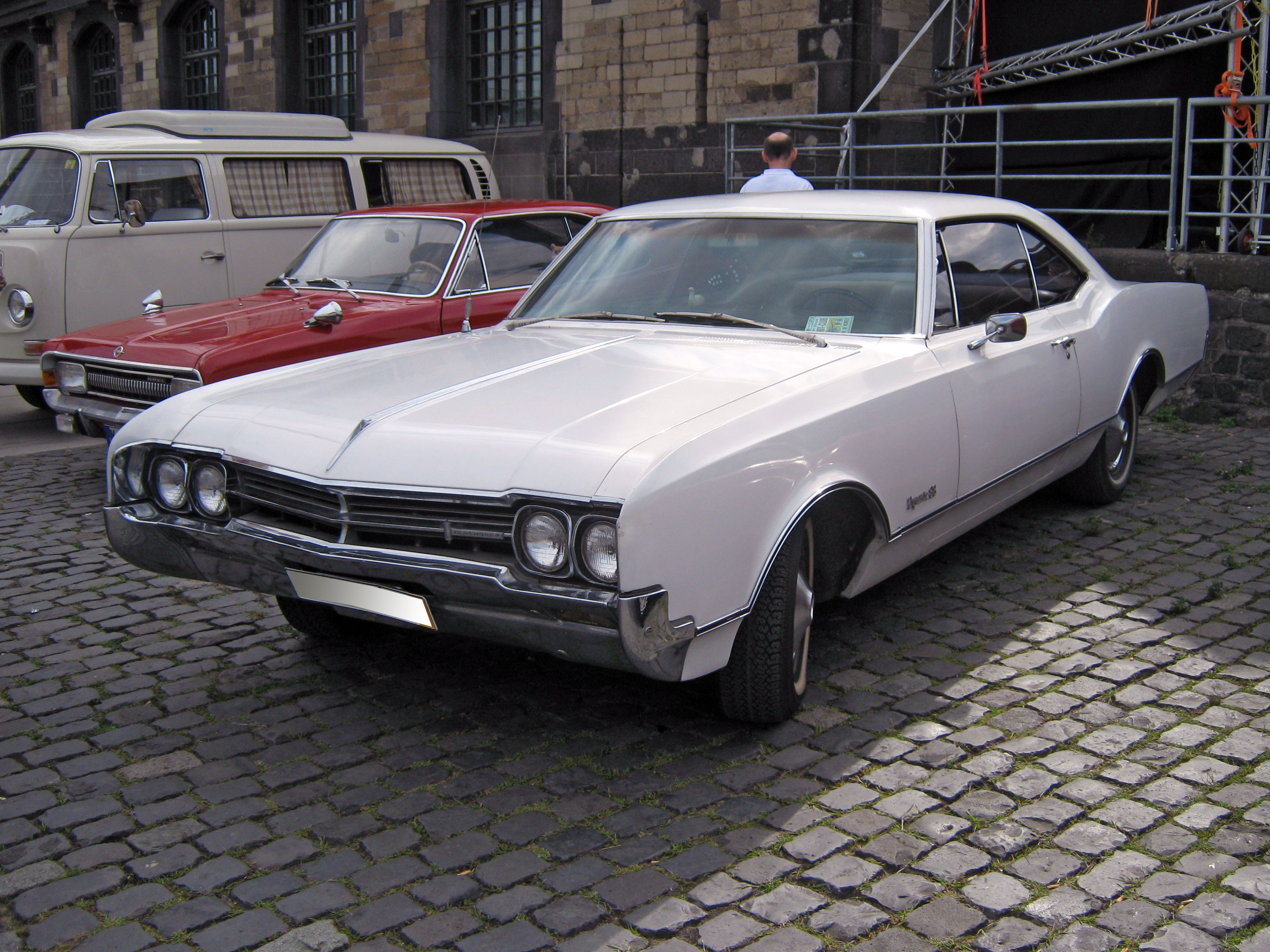
1966 года
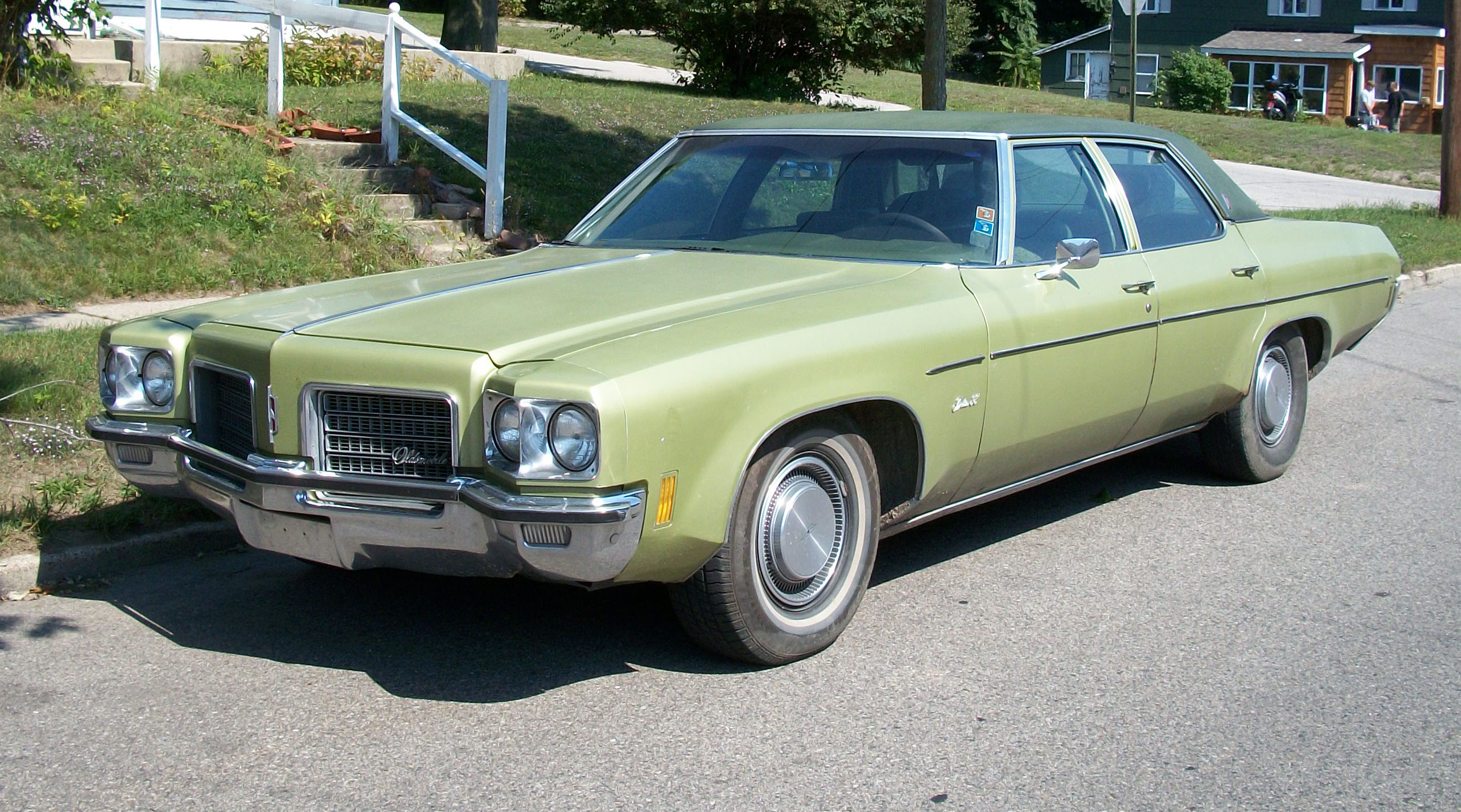
1971 года
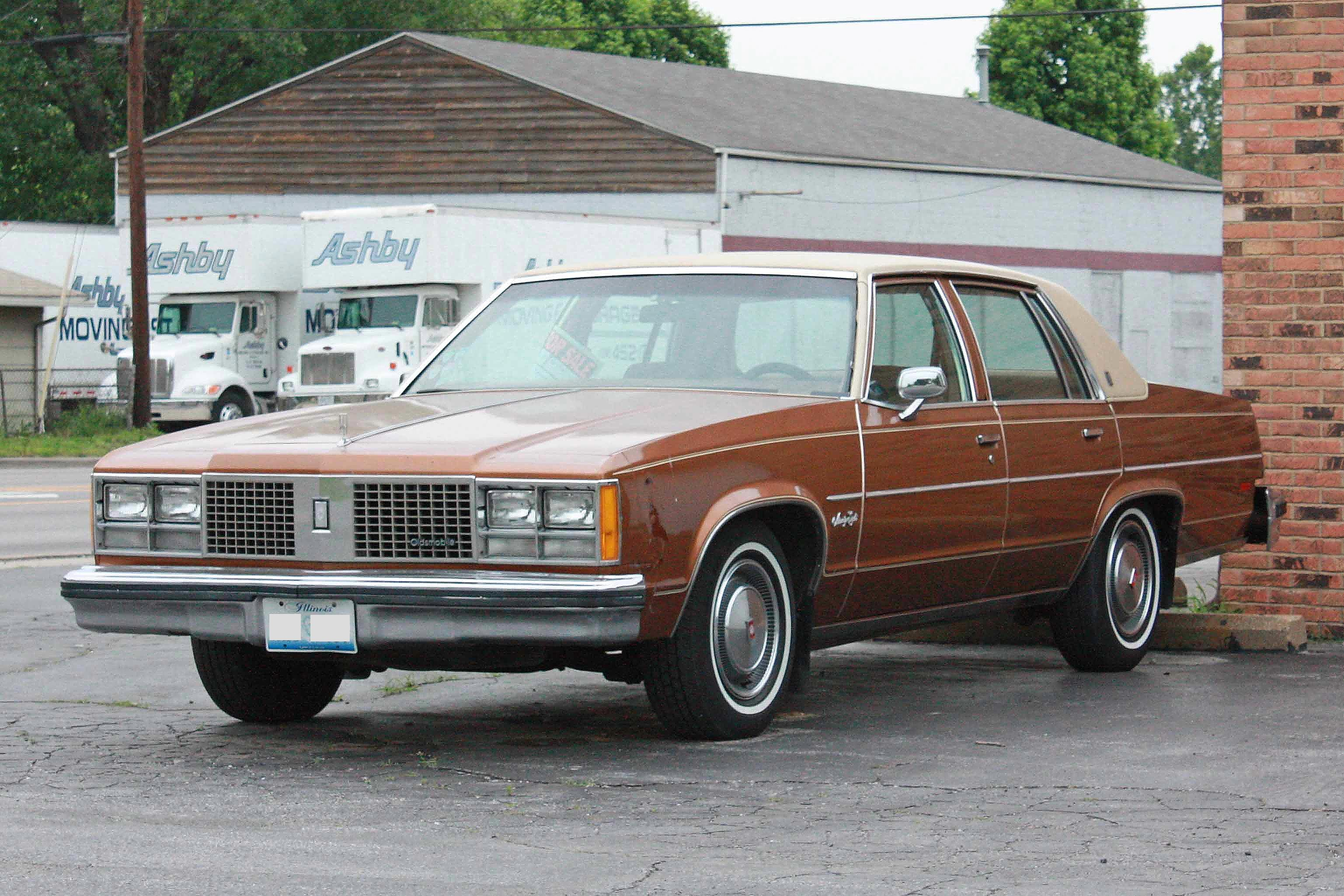
1977—1985 годов
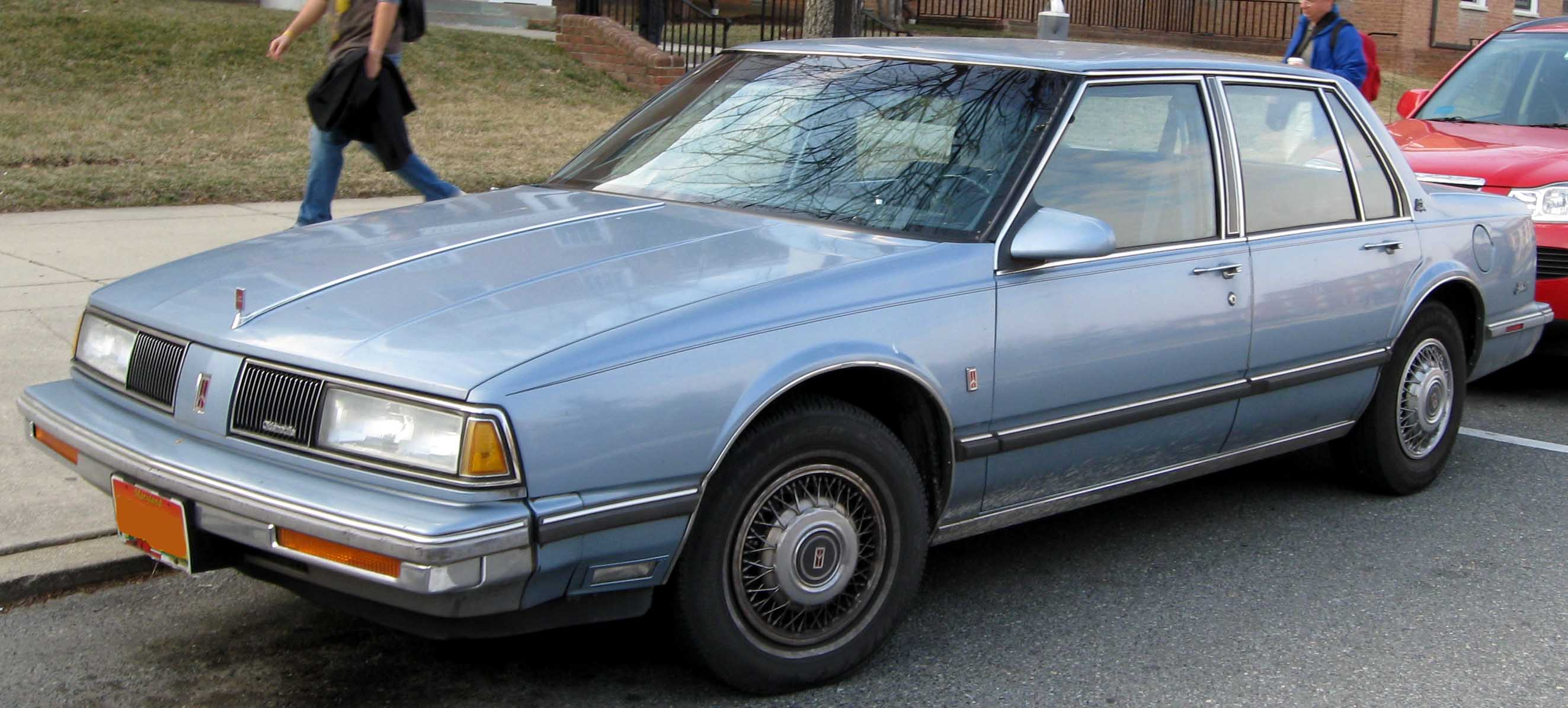
1986—1991 годов
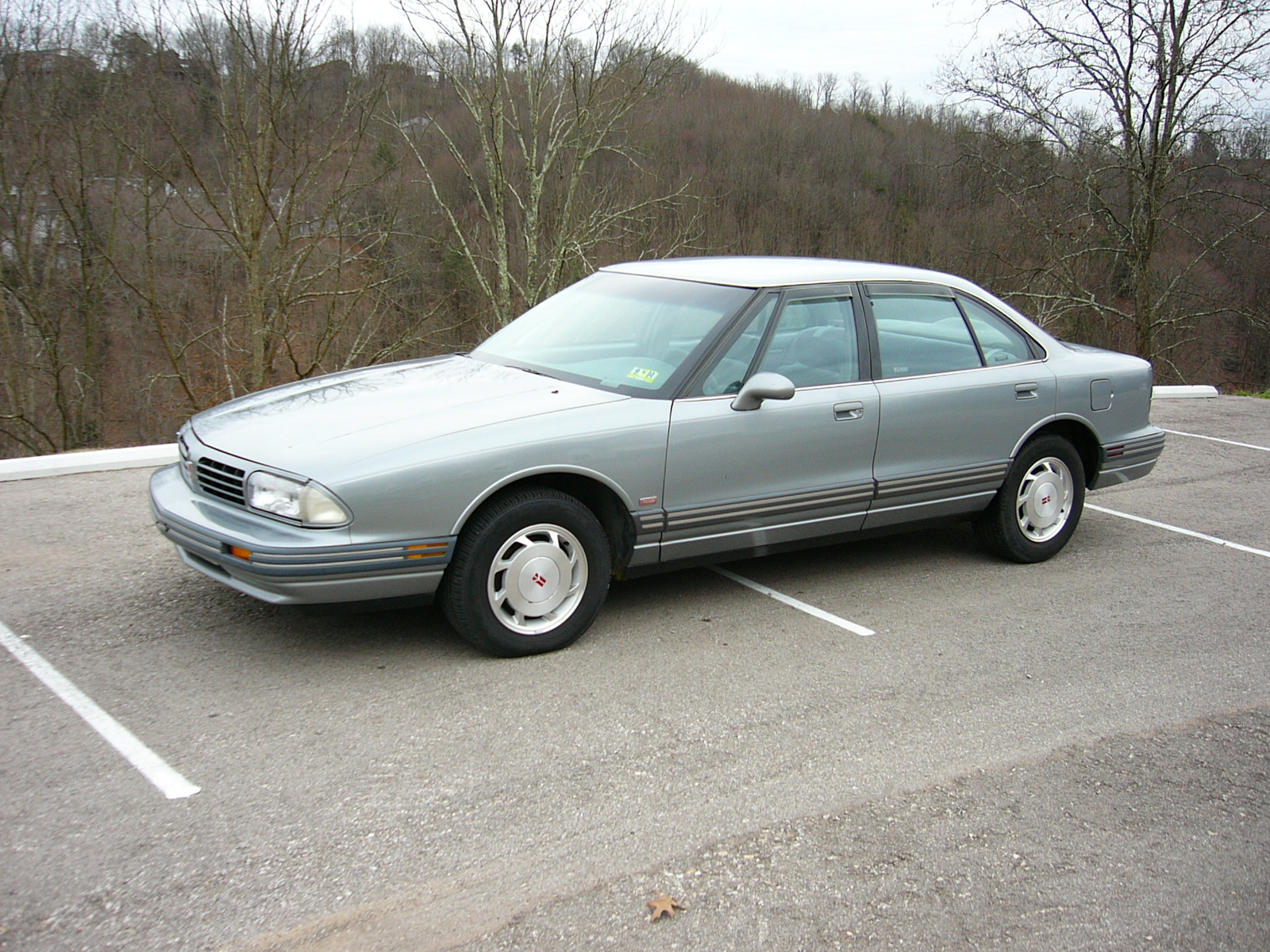
последняя модель, выпускавшаяся с 1992 по 1999 год